# Exodus (gruppo musicale)
Gli Exodus sono un gruppo musicale statunitense formatosi nel 1980 a San Francisco, California.
Il gruppo è ritenuto come uno dei più importanti del genere thrash metal. L'unico membro presente in tutte le produzioni è il chitarrista Gary Holt, attorno al quale sono orbitati diversi musicisti e cantanti nel corso di oltre trent'anni di carriera, considerando le pause avvenute dal 1993 al 1997 e dal 1998 al 2001.

## Storia del gruppo

### Gli inizi (1980-1984)

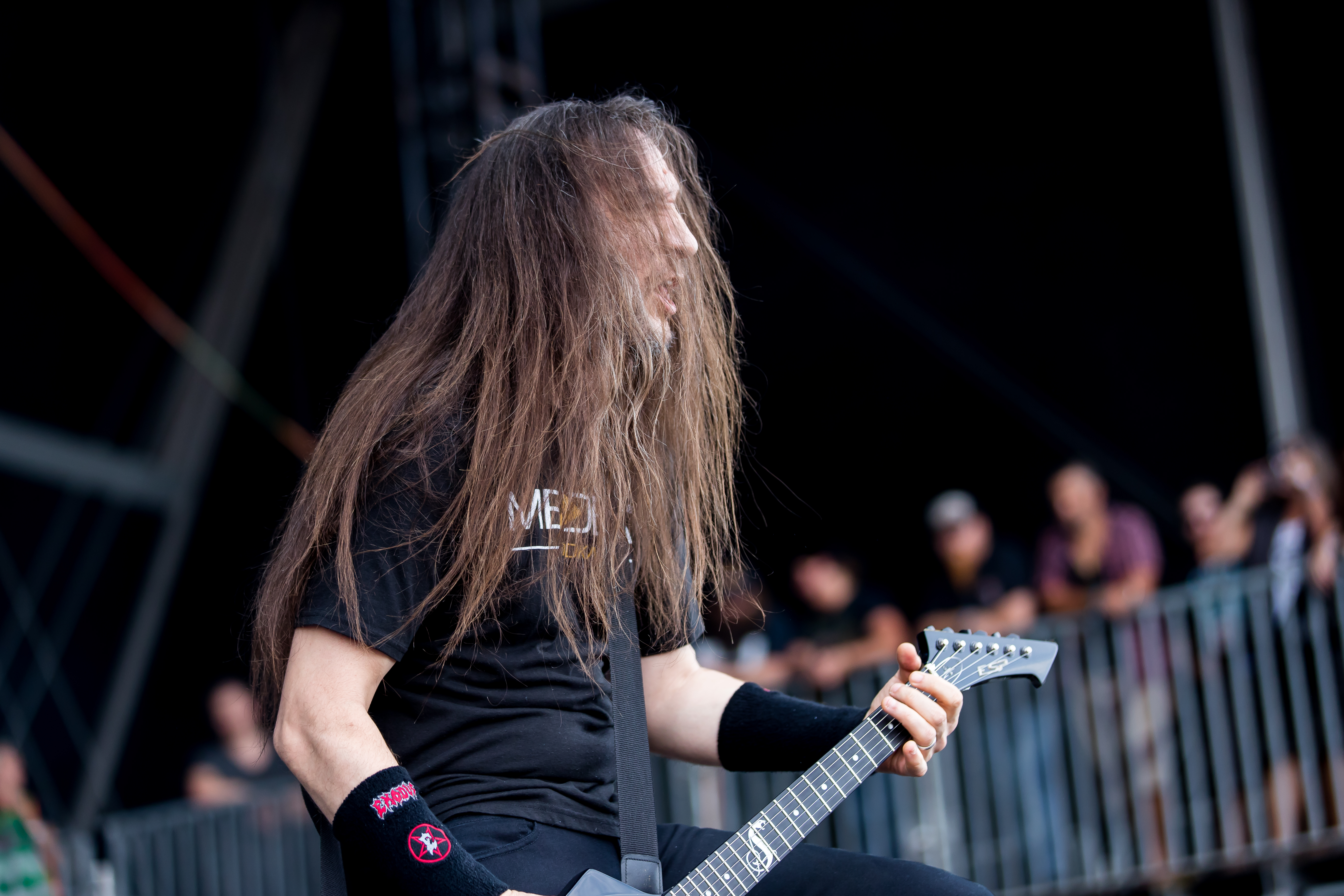
Lee Altus nel 2017

La storia degli Exodus iniziò con l'incontro del batterista Tom Hunting, dei chitarristi Tim Agnello e Kirk Hammett e del bassista Geoff Andrews.
Agnello lasciò subito il gruppo per il futuro leader Gary Holt. Non riuscendo a trovare un cantante, Hunting decise di ricoprire anche questo ruolo.
Dopo aver pubblicato una demo nel 1982, l'anno seguente Kirk Hammett lasciò la band per entrare a far parte dei Metallica e venne rimpiazzato da Rick Hunolt; in seguito Rob McKillop venne preso come bassista al posto di Andrews e Paul Baloff venne scelto come cantante.

### Il successo (1985-1989)
Con questa formazione fu possibile pubblicare Bonded by Blood nel 1985, un disco considerato storico per il thrash metal. 
Nello stesso anno, gli Exodus parteciparono al Combat Tour in compagnia di Slayer e Venom.
Da questo tour fu estratto anche un VHS attualmente fuori catalogo chiamato Ultimate Revenge.
Terminata la tournée, Baloff venne licenziato dal gruppo per abuso di stupefacenti e venne rimpiazzato da Steve Souza dei Legacy che in seguito cambiarono nome in Testament.
Con Souza, nel 1987, venne pubblicato Pleasures of the Flesh che ebbe un buon successo commerciale. Il successivo Fabulous Disaster (1988) mostra sonorità ancor più incisive dei precedenti album.

### Il declino e lo scioglimento (1990-1992)
Con l'avvento degli anni novanta, gli Exodus conobbero un periodo di forte instabilità, dovuta al continuo cambio di formazione e soprattutto a causa del periodo poco favorevole per il thrash a causa dell'arrivo del grunge sulla scena musicale.
In seguito, gli Exodus pubblicarono Impact Is Imminent e il loro primo disco dal vivo intitolato Good Friendly Violent Fun nel 1991.
Nel 1992 il gruppo pubblicò Force of Habit, album che mostrò alcuni tentativi di seguire le mode di quel tempo, presentando sonorità groove metal e brani di inconsueta durata come ad esempio Architect of Pain che con i suoi 11 minuti è uno dei pezzi più lunghi mai composti dalla band.
Tuttavia l'accoglienza da parte del pubblico si dimostrò piuttosto fredda, e dopo questo disco la band decretò lo scioglimento.

### Le reunion (1996-presente)
Nel 1996 gli Exodus si riunirono con la formazione di Bonded by Blood, fatta eccezione per il nuovo bassista Jack Gibson. Dopo la riunione venne messo sul mercato un nuovo disco dal vivo, Another Lesson in Violence (1997).
Non appena tornati assieme, gli Exodus si sciolsero di nuovo, in parte dovuto a delle liti per motivi finanziari con la loro casa discografica, la Century Media, che non pubblicò un loro concerto per queste ragioni.
Nel 2001 gli Exodus tornarono assieme per suonare al Thrash of the Titans, concerto di beneficenza in onore di Chuck Billy, il cantante dei Testament, a quel tempo sotto trattamento medico per un tumore. Dopo questo concerto, la band continuò a fare concerti nella Bay Area della California, lasciando trasparire anche voci riguardanti un possibile nuovo disco in studio.
Tuttavia il 2 febbraio 2002 un attacco cardiaco stroncò il cantante Paul Baloff. Sembrò che la sua morte li avrebbe condotti ad un nuovo scioglimento, ma il chitarrista Gary Holt decise di proseguire e richiamò in formazione Steve Souza.

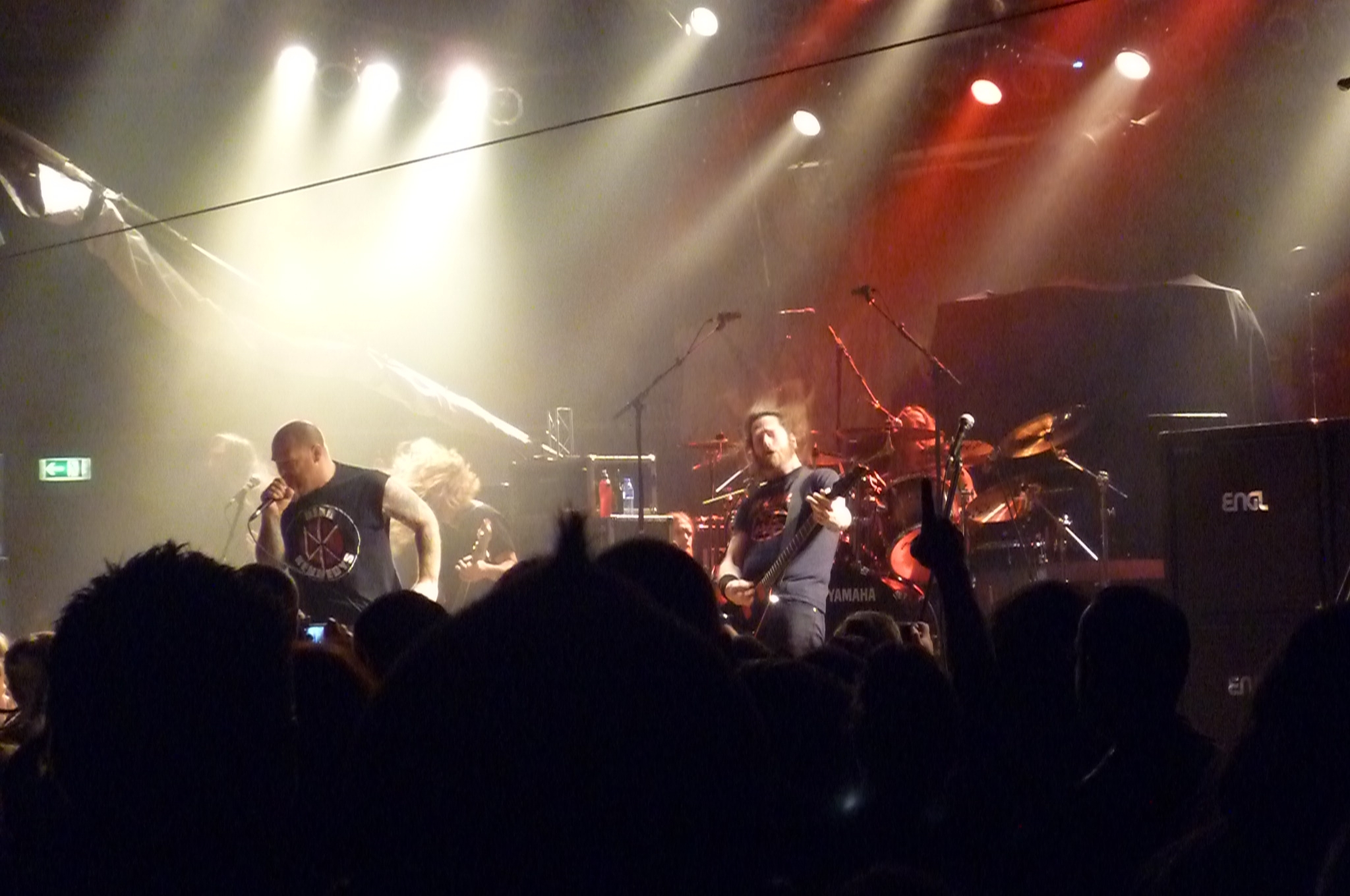
Gli Exodus dal vivo con Rob Dukes

Nel 2004, dopo 12 anni di inattività creativa, venne realizzato in studio Tempo of the Damned, che ebbe un buon successo.
Dopo la pubblicazione del disco la stabilità del gruppo tornò ad essere minata dall'uscita di Rick Hunolt che dichiarò di volersi dedicare alla sua famiglia, e venne sostituito dal chitarrista degli Heathen, Lee Altus.
Anche Tom Hunting e Steve Souza lasciarono la band, rispettivamente sostituiti da Paul Bostaph e Rob Dukes.
Con questa formazione nel 2005 uscì Shovel Headed Kill Machine. Tom Hunting rientra in formazione all'inizio del 2007, svincolando Paul Bostaph dalla band. In ottobre dello stesso anno venne pubblicato l'ottavo album di inediti The Atrocity Exhibition... Exhibit A.
Nel 2008 la band pubblica Let There Be Blood, ovvero un rifacimento dell'album Bonded by Blood interamente rieseguito dalla band con la nuova formazione, anche se in origine era circolata la notizia che ogni canzone avrebbe avuto un cantante diverso, tra i quali le maggiori personalità del thrash.

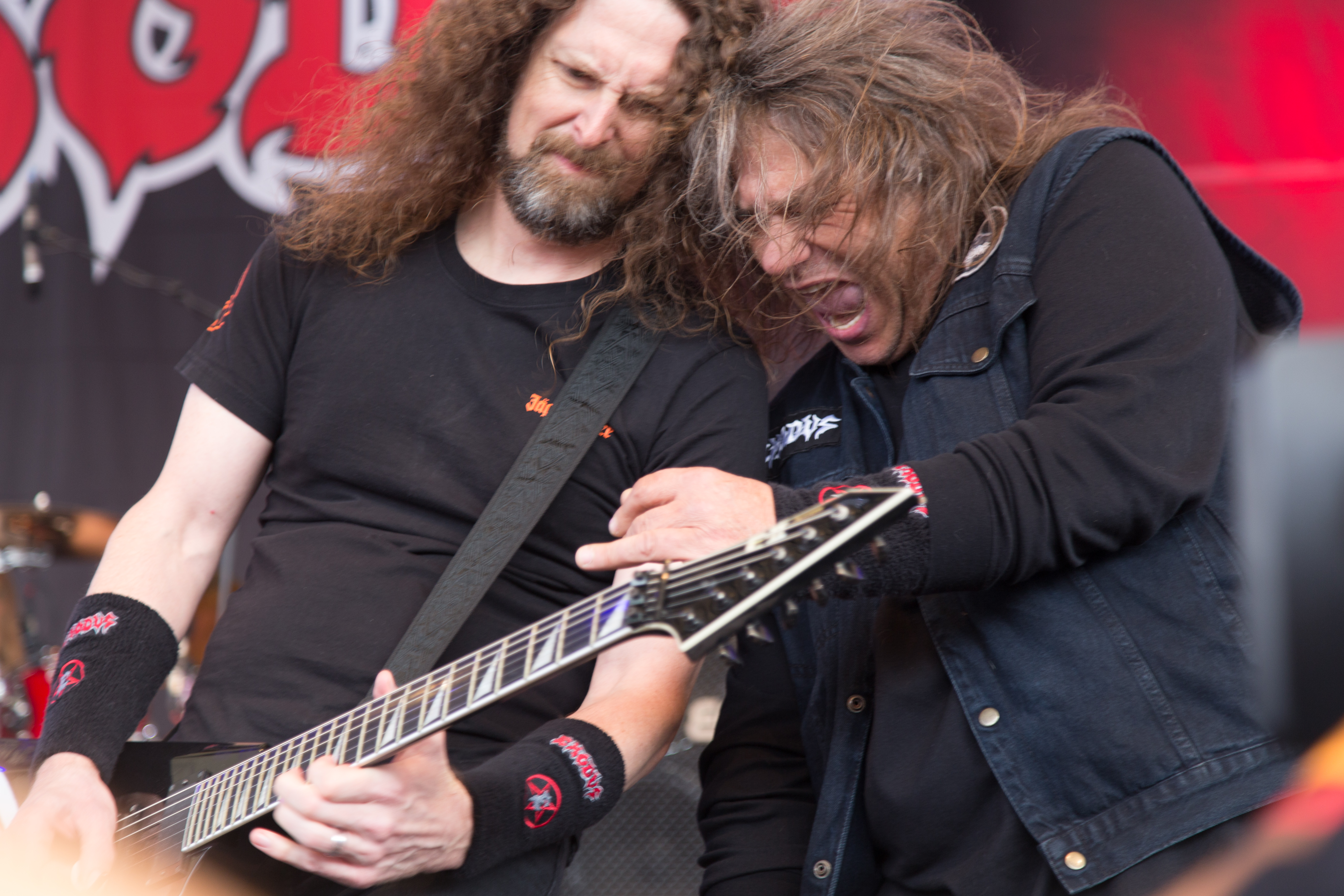
Kragen Lum e Steve Souza al Rock Hard Festival 2017

Nel 2010 è stato pubblicato il loro decimo album in studio, il nono contenente esclusivamente inediti, intitolato Exhibit B: The Human Condition. Il disco ha riscosso un ottimo successo sia da parte dei fan che da parte della critica.
L'8 giugno 2014 Gary Holt ha annunciato l'uscita dal gruppo del cantante Rob Dukes e il ritorno di Steve Souza, con il quale è stato registrato l'undicesimo album in studio Blood In, Blood Out, uscito il 14 ottobre dello stesso anno.
Il 19 novembre 2021 è uscito il dodicesimo album in studio Persona non grata, promosso con un tour europeo.
Il 15 gennaio 2025 il gruppo annuncia un cambio di cantante: Steve “Zetro” Souza è fuori dal gruppo e al suo posto è stato richiamato Rob Dukes.

## Formazione

### Attuale
- Rob Dukes – voce (2005-2014, 2025-presente)
- Gary Holt – chitarra (1981-1993, 1997-1998, 2001-presente)
- Lee Altus – chitarra (2005-presente)
- Jack Gibson – basso (1997-1998, 2001-presente)
- Tom Hunting – batteria (1980-1989, 1997-1998, 2001-2005, 2007-presente)

### Ex componenti
- Keith Stewart – voce (1980-1982)
- Paul Baloff – voce (1982-1986, 1997-1998, 2001-2002)
- Steev Esquivel – voce (2004)
- Matt Harvey – voce (2004)
- Steve Souza – voce (1986-1993, 2002-2004, 2014-2025)
- Tim Agnello – chitarra (1980-1981)
- Kirk Hammett – chitarra (1980-1983)
- Mike Maung – chitarra (1983)
- Evan McCaskey – chitarra (1983)
- Rick Hunolt – chitarra (1983-1993, 1997-1998, 2001-2005, 2012-2013, 2017, 2021, 2022)
- Kragen Lum – chitarra (2013, 2015-2019)
- Carlton Melson – basso (1980)
- Geoff Andrews – basso (1980-1983)
- Rob McKillop – basso (1983-1991)
- Mike Butler – basso (1991-1993)
- Perry Strickland – batteria (1989)
- John Tempesta – batteria (1989-1993, 2021)
- Gannon Hall – batteria (1993)
- Paul Bostaph – batteria (2005-2007)
- Nicholas Barker – batteria (2009)

### Ex turnisti
- Craig Locicero – chitarra (1993)
- Robb Flynn – chitarra (1993)
- Perry Strickland – batteria (1989)
- Chris Kontos – batteria (1993)
- Gannon Hall – batteria (1993)
- Steev Esquivel – voce (2004)
- Chuck Billy – voce (2004)
- Moose Lethridge – basso (1993)
- Jon Torres – basso (2002)

Timeline formazione

## Discografia

### Album in studio
- 1985 – Bonded by Blood
- 1987 – Pleasures of the Flesh
- 1989 – Fabulous Disaster
- 1990 – Impact Is Imminent
- 1992 – Force of Habit
- 2004 – Tempo of the Damned
- 2005 – Shovel Headed Kill Machine
- 2007 – The Atrocity Exhibition... Exhibit A
- 2008 – Let There Be Blood
- 2010 – Exhibit B: The Human Condition
- 2014 – Blood In, Blood Out
- 2021 – Persona non grata

### Album dal vivo
- 1991 – Good Friendly Violent Fun
- 1997 – Another Lesson in Violence
- 2005 – Live at the DNA
- 2007 – Double Live Dynamo!

### Raccolte
- 1992 – Lessons in Violence